# Mydas brunneus
Mydas brunneus är en tvåvingeart som beskrevs av Johnson 1926. Mydas brunneus ingår i släktet Mydas och familjen Mydidae.
Artens utbredningsområde är Arkansas. Inga underarter finns listade i Catalogue of Life.